# Куримани
Куримани (словац. Kurimany) — село и одноимённая община в районе Левоча Прешовского края Словакии. В письменных источниках начинает упоминаться с 1298 года.

## География
Село расположено в юго-западной части края, к северу от реки Горнад, при автодороге 3201. Абсолютная высота — 524 метра над уровнем моря. Площадь муниципалитета составляет 2,58 км².

## Население
| Год:                | 1994 | 2004    | 2014    | 2024    |
| ------------------- | ---- | ------- | ------- | ------- |
| Количество человек: | 347  | 367     | 369     | 390     |
| Разница:            |      | +5,76 % | +0,54 % | +5,69 % |

По данным последней официальной переписи 2021 года, численность населения Куримани составляла 369 человек.
Национальный состав населения (по данным переписи населения 2011 года):
| Национальность | Численность, человек |
| -------------- | -------------------- |
| словаки        | 371                  |
| русские        | 3                    |
| не указана     | 5                    |

По данным переписи 2021 года, в конфессиональном составе населения преобладали католики (91,6 %) и греко-католики (2,4 %).